# Basic & Clinical Pharmacology & Toxicology
Basic & Clinical Pharmacology & Toxicology, abgekürzt Basic Clin. Pharmacol. Toxicol., ist eine wissenschaftliche Fachzeitschrift, die vom Wiley-Blackwell-Verlag veröffentlicht wird. Die Zeitschrift wurde 1945 unter dem Namen Acta Pharmacologica et Toxicologica gegründet. Im Jahr 1987 wurde der Name in Pharmacology & Toxicology geändert und 2003 in den derzeit gültigen Namen geändert. Die Zeitschrift erscheint mit zwölf Ausgaben im Jahr. Es werden Arbeiten aus allen Bereichen der Toxikologie und der Pharmakologie veröffentlicht.
Der Impact Factor lag im Jahr 2018 bei 2,452. Nach der Statistik des ISI Web of Knowledge wird das Journal mit diesem Impact Factor in der Kategorie Pharmakologie und Pharmazie an 142. Stelle von 267 Zeitschriften und in der Kategorie Toxikologie an 53. Stelle von 93 Zeitschriften geführt.